# رزوه

رزوه

به شیارهای مارپیچی بیرون پیچ یا درون مهره رزوه (با کسره ر) می‌گویند. رزوه‌ها ساختاری مارپیچ است که برای تبدیل حرکت یا نیرو از نوع چرخشی به نوع خطی یا برعکس به‌کار می‌رود. رزوه، برجستگی‌ای است که به‌شکل مارپیچی به دور یک استوانه یا مخروط پیچیده شده‌است؛ که نوع استوانه‌ای آن را «رزوهٔ مستقیم» و نوع مخروطی را «رزوهٔ مخروطی» می‌نامند. رزوه ویژگی بنیادی پیچ به‌عنوان ماشین ساده و نیز بست‌های رزوه‌دار است.
ایجاد رزوه با بیش از ده روش و با ماشین های مختلفی صورت می‌گیرد.
ابزار دستی رزوه‌کاری قلاویز و حدیده هستند. قلاویز برای دنده کردن داخل استوانه‌ها (مهره) به‌کار می‌رود در حالی‌که حدیده سطوح بیرونی استوانه را دنده می‌کند.
مزیت مکانیکی رزوه به عامل «گام» آن بستگی دارد؛ گام عبارت است از مسافت خطی‌ای که پیچ در یک دور چرخش می‌پیماید. در اغلب کاربردها، گام پیچ به‌گونه‌ای طراحی می‌شود که اصطکاک به‌اندازه‌ای باشد که از تبدیل حرکت خطی به حرکت چرخشی جلوگیری کند؛ یعنی پیچ بدون وارد آمدن نیروی چرخشی خارجی، در اثر فشار خطی نلغزد. این ویژگی برای اکثریت کاربردهای رزوه حیاتی است. سفت کردن یک بست رزوه‌دار شبیه به کوبیدن یک گوه در یک شکاف است تا از طریق اصطکاک و اندکی تغییرشکل کشسان در جای خود گیر کند.

## کاربردها
رزوه‌ها چندین کاربرد دارند:
بست‌ها: بست‌هایی مانند پیچ چوبی، پیچ‌های پلاستیکی، پیچ ماشینی، مهره‌ها و پیچ‌های فلزی. اتصال لوله رزوه‌ای و شلنگ‌ها به یکدیگر یا به درپوش‌ها و اتصالات.
کاهش سرعت به‌وسیلهٔ چرخ‌دندهٔ حلزونی.
جابه‌جایی خطی اجسام از طریق تبدیل حرکت چرخشی به خطی، مانند پیچ راهنما در جک.
اندازه‌گیری از راه ارتباط بین حرکت خطی و چرخشی (و در عین حال تقویت آن)، مانند ریزسنج.
ترکیب دو عملکرد بالا: جابه‌جایی خطی اجسام و هم‌زمان اندازه‌گیری این جابه‌جایی، مانند پیچ راهنمای ماشین تراش.
در همهٔ این کاربردها، رزوه دو نقش اصلی دارد:
تبدیل حرکت چرخشی به حرکت خطی.
جلوگیری از حرکت خطی بدون چرخش متناظر.

## طراحی

### نر و مادگی
هر جفت رزوهٔ مکمل (نر و ماده) با عنوان‌های «نر» و «ماده» توصیف می‌شوند. معمولاً رزوه‌هایی که روی سطح بیرونی قرار دارند، نر، و رزوه‌های داخلی، ماده به‌شمار می‌روند. برای نمونه، یک پیچ رزوهٔ نر دارد و سوراخ متناظر آن (چه در یک مهره باشد چه در قطعه‌کار) دارای رزوهٔ ماده است. این ویژگی را «جنسیت» می‌نامند. سوار کردن یک بست نر بر یک بست ماده را «جفت کردن» می‌گویند.

### جهت رزوه

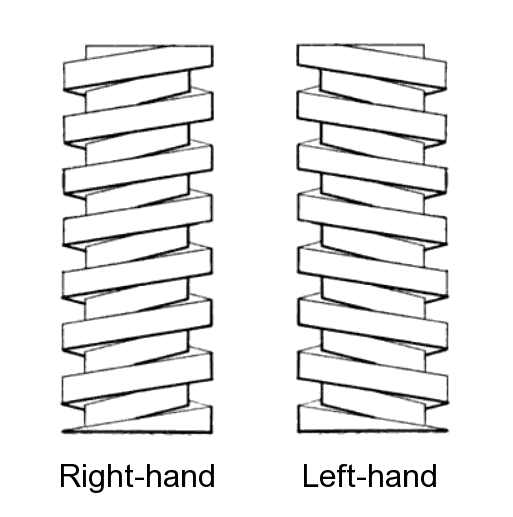
رزوهٔ راست‌گرد و چپ‌گرد

قاعدهٔ دست راست در جهت رزوه

مارپیچ رزوه می‌تواند در یکی از دو جهت ممکن پیچیده شود که به آن «جهت‌داری» یا «راست‌گرد/چپ‌گرد بودن» می‌گویند. بیشتر رزوه‌ها به‌گونه‌ای طراحی شده‌اند که اگر از دید محور مارپیچ به آن نگاه شود، با چرخش در جهت ساعت‌گرد، رزوه از بیننده دور می‌شود و با چرخش پادساعت‌گرد، به سمت بیننده می‌آید. این نوع رزوه را «رزوه راست‌گرد» (RH) می‌نامند که از قاعدهٔ دست راست پیروی می‌کند. رزوه‌هایی که جهت عکس دارند، «رزوه چپ‌گرد» (LH) نامیده می‌شوند.
در عمل، رزوهٔ راست‌گرد پیش‌فرض است. بنابراین، بیشتر بست‌ها دارای رزوهٔ راست‌گرد هستند. موارد استفاده از رزوهٔ چپ‌گرد شامل این موارد است:
هنگامی که چرخش یک محور ممکن است باعث شل شدن یک مهرهٔ راست‌گرد شود، مانند: پدال چپ دوچرخه ** چرخ سنگ چپ در سنگ رومیزی مهره‌های چرخ یا مهره چرخ در سمت چپ برخی خودروها مهره نگه‌دارندهٔ تیغه در برخی اره‌های گرد محور برخی علف‌برها و چمن‌زن‌ها برای سفت‌شدن به جای شل‌شدن با گشتاور مهره دستی در پنکه‌های رومیزی برای اتصال پره‌ها
همراه با رزوهٔ راست‌گرد در مهارکش‌ها یا میله‌های دوطرفه برای ایجاد حرکت دوسویه
در اتصالات گاز برای جلوگیری از اتصال اشتباه، مانند: در جوشکاری گاز، گاز سوختی با رزوه چپ و اکسیژن با رزوه معمولی متصل می‌شود. شیر پلی‌او‌ال در کپسول گاز مایع
در لوله‌کشی‌هایی که امکان چرخاندن دو سر لوله وجود ندارد؛ در این حالت کوپلینگ دارای دو رزوهٔ مخالف است.
در بعضی ابزارها مانند خودکارهای قدیمی برای ایجاد روش «مخفی» در بازکردن
در گلوله‌های توپخانه، اگر چیزی از ته به گلوله پیچ شود باید رزوهٔ چپ‌گرد داشته باشد.
در سازوکارهایی برای تطابق با حرکت طبیعی: پیچ عرضی ماشین تراش برای حرکت دور از اپراتور با چرخش ساعت‌گرد تنظیم عمق تیغه در رنده‌های فلزی نوع «بیلی» با حرکت طبیعی انگشت دست راست
برخی لامپ‌های پایه ادیسون (مثلاً در متروی نیویورک یا واگن‌های متروی پاریس در دوران پیش از جنگ جهانی اول) دارای رزوه چپ‌گرد بودند تا از سرقت آن‌ها جلوگیری شود، زیرا در دیگر پایه‌ها جا نمی‌گیرند.

### شکل رزوه

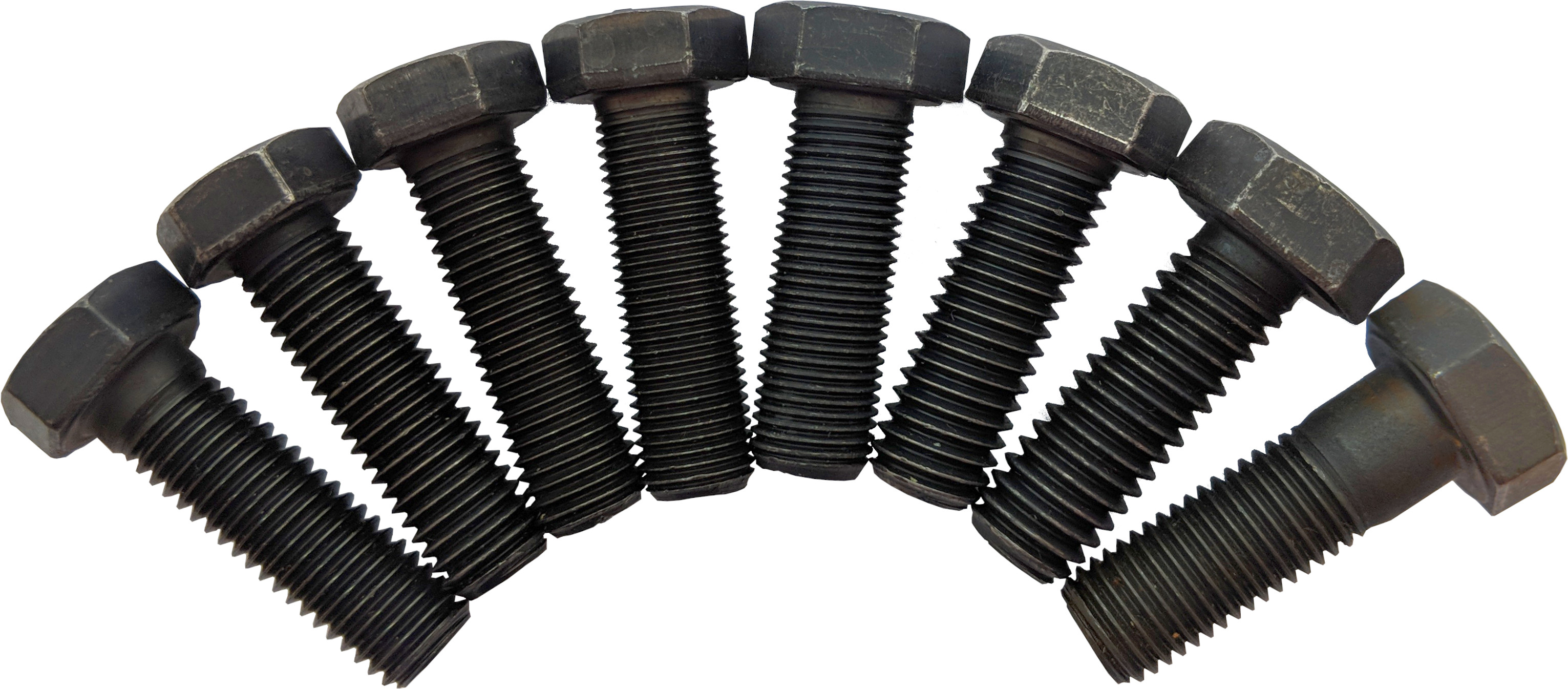
انواع گوناگون (و ناسازگار) رزوه شامل (از چپ): رزوهٔ چپ‌گرد M12، رزوهٔ معمولی M12، رزوه‌های ظریف M12×1.5 و M12×1.25، رزوهٔ ۱/۲ اینچ UNF، UNC، BSW و BSF

شکل مقطع عرضی رزوه را معمولاً «شکل رزوه» یا «فرم رزوه» (threadform) می‌نامند. این شکل می‌تواند چهارگوش، مثلثی، ذوزنقه‌ای یا اشکال دیگر باشد. گاه واژه‌های «شکل» و «فرم رزوه» به تمام ویژگی‌های طراحی رزوه (شکل مقطع، گام، قطرها و...) اشاره دارند، اما اغلب منظور، هندسهٔ استاندارد استفاده‌شده برای رزوه است. دسته‌های اصلی رزوه شامل رزوه‌های ماشینی، رزوه‌های مواد (رزوه‌های قالبی) و رزوه‌های انتقال نیرو هستند.
بیشتر فرم‌های رزوهٔ مثلثی بر پایهٔ مثلث متساوی‌الساقین ساخته می‌شوند. این‌ها معمولاً «رزوه‌های Vشکل» یا «رزوه‌های وی» نامیده می‌شوند. در رزوه‌های V با زاویهٔ ۶۰ درجه، مثلث در واقع متساوی‌الاضلاع است. در رزوه‌های پشت‌بریده (buttress thread)، مثلث نامتساوی‌الاضلاع (مختلف‌الاضلاع) است.
در عمل، رأس این مثلث نظری معمولاً تا حدی بریده می‌شود (یعنی نوک مثلث کمی صاف می‌شود). اگر بریده‌سازی انجام نشود یا بسیار ناچیز باشد، رزوه را «V تیز» می‌نامند. این بریدگی به دلایل فنی استاندارد شده‌است، چرا که:
نوک تیز ابزار رزوه‌تراشی یا رزوه‌زنی در عمل به‌سرعت خواهد شکست؛
در هنگام برش، نوک رزوه‌های قطعه ایجاد برادهٔ اضافی می‌کند و در برابر آسیب‌دیدگی در آینده آسیب‌پذیرتر است؛
در جای‌گذاری رزوه‌های نر و ماده، وجود فضا در قله و ریشهٔ رزوه‌ها ضروری است تا پهلوهای رزوه با وجود خطای ساخت یا آلودگی به‌درستی درگیر شوند؛
نوک تیز، سهم چندانی در استحکام رزوه ندارد.
در پیچ ساچمه‌ای (ball screw)، میان رزوه‌های نر و ماده ساچمه‌هایی قرار می‌گیرند. در پیچ غلتکی (roller screw)، به‌جای ساچمه، از رزوه و غلتک‌های رزوه‌دار استفاده می‌شود.

### زاویهٔ رزوه
زاویهٔ داخلی بین پهلوهای رزوه را «زاویهٔ رزوه» می‌نامند. در بیشتر رزوه‌های Vشکل، این زاویه به‌صورت استاندارد برابر ۶۰ درجه است، ولی در طراحی می‌توان هر زاویه‌ای را به‌کار برد. سطح مقطع مناسب برای اندازه‌گیری این زاویه، سطحی است که شامل محور استوانه یا مخروط رزوه‌دار باشد.

### گام، پیشروی و تعداد راه‌ها

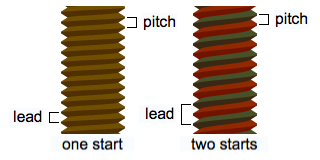
مقایسهٔ گام و پیشروی برای دو نوع رزوه؛ یکی با یک راه و دیگری با دو راه

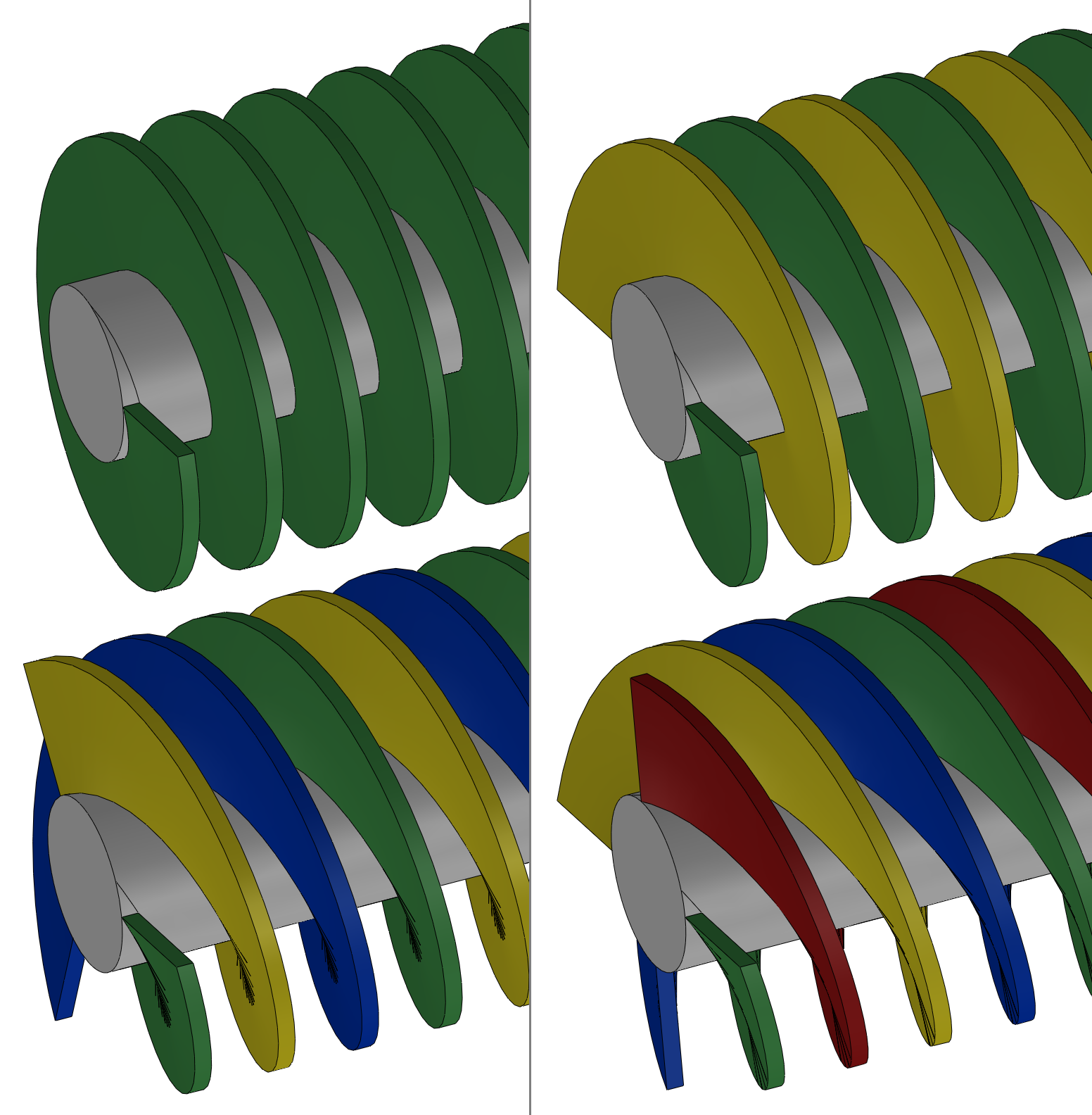
رزوه‌های دارای یک تا چهار راه با رنگ‌های مختلف در این تصویر مشخص شده‌اند

دو مفهوم گام و پیشروی با هم مرتبط‌اند. آن‌ها اغلب یکی در نظر گرفته می‌شوند، زیرا در بیشتر پیچ‌ها برابرند. پیشروی (lead) مسافتی است که یک پیچ در هر چرخش کامل (۳۶۰ درجه) در امتداد محور خود جابه‌جا می‌شود. گام (pitch) فاصله بین دو قلهٔ پیاپی رزوه در امتداد محور پیچ است.
از آنجا که اغلب رزوه‌ها دارای یک راه (single-start) هستند، گام و پیشروی آن‌ها برابر است. «یک راه» یعنی تنها یک مارپیچ به دور بدنهٔ پیچ پیچیده شده است. در این حالت، هر بار که پیچ یک دور کامل بچرخد، به اندازهٔ یک گام در امتداد محور پیش می‌رود. «دو راه» یعنی دو مارپیچ هم‌زمان به دور بدنه پیچیده شده‌اند؛ در این حالت، پیچ در هر دور، دو برابر گام پیش می‌رود.
بنابراین، رابطهٔ کلی این است:
پیشروی = گام × تعداد راه‌ها
در رزوه‌های متریک، معمولاً گام (برحسب میلی‌متر) مشخص می‌شود. در مقابل، استانداردهای اینچی معمولاً «تعداد رزوه در هر اینچ» (TPI) را بیان می‌کنند. درواقع، این دو بیانگر یک ویژگی فیزیکی هستند، اما به دو صورت مختلف بیان می‌شوند. مثلاً یک رزوهٔ ¼-۲۰ دارای ۲۰ رزوه در هر اینچ است؛ بنابراین گام آن برابر با ۱/۲۰ اینچ یا حدود ۰٫۰۵۰ اینچ یا ۱٫۲۷ میلیمتر است.
از نظر قیاسی، می‌توان گام را همانند طول‌موج در موج در نظر گرفت. همان‌گونه که دوره و بسامد وارون هم هستند، گام و TPI نیز چنین رابطه‌ای دارند.

## استانداردهای رایج
رزوه‌ها دارای استانداردهای مختلفی هستند که توسط نهادهای استانداردسازی ملی و بین‌المللی تعریف شده‌اند. مهم‌ترین این استانداردها عبارت‌اند از:
ایزو (ISO) – شامل رزوه‌های متریک که در بیشتر کشورها رایج است. این استانداردها شامل سری‌های ISO M برای رزوه‌های عمومی و ISO TR/ISO 261 برای گام‌های رزوه هستند.
انجمن مهندسان خودرو (SAE) و مؤسسه استاندارد ملی آمریکا (ANSI) – شامل رزوه‌های اینچی (مثل UNF، UNC و UNS) که در ایالات متحده و بخش‌هایی از کانادا و مکزیک کاربرد دارند.
استاندارد بریتانیایی ویت‌ورث (BSW) – یکی از نخستین سیستم‌های رزوه‌گذاری، همچنان در صنایع خاص بریتانیا استفاده می‌شود.
رزوه لوله‌ای – شامل BSP (رزوه موازی و مخروطی بریتانیایی)، NPT (رزوه مخروطی آمریکایی) و رزوه‌های لوله‌ای DIN.
رزوه توپخانه‌ای، رزوه ساعتی و رزوه‌های دقیق – کاربردهای خاص در تجهیزات دقیق یا صنایع دفاعی دارند.

## روش‌های ساخت رزوه
رزوه‌ها را می‌توان از راه‌های مختلفی ساخت:
برش رزوه: با استفاده از قلاویز، حدیده، ماشین تراش یا فرز.
شکل‌دهی رزوه: تغییر شکل سرد فلز بدون براده‌برداری؛ باعث افزایش استحکام و سطح صاف‌تر می‌شود.
نورد رزوه: روشی صنعتی و سریع با غلتک‌های فرم‌دهنده، برای تولید انبوه رزوه‌های خارجی.
رزوه‌زنی با قالب‌ریزی: برای قطعات پلاستیکی یا ریخته‌گری‌شده به‌کار می‌رود.
برش با لیزر یا تخلیه الکتریکی (EDM): در موارد بسیار دقیق یا سخت‌دسترسی.

## نشانه‌گذاری و واژگان
رزوه‌ها معمولاً با نشانه‌گذاری‌هایی بر پایهٔ استانداردها توصیف می‌شوند. برای نمونه:
- M6×1.0 – رزوهٔ متریک با قطر اسمی ۶ میلی‌متر و گام ۱٫۰ میلی‌متر.
- ¼-20 UNC – رزوه اینچی با قطر ¼ اینچ و ۲۰ دندانه در هر اینچ، با گام درشت (Unified National Coarse).
- G½ – رزوهٔ لوله‌ای موازی بر اساس استاندارد BSP.

در مشخصات رزوه، معمولاً موارد زیر ذکر می‌شود:
- قطر نامی (اسمی) – مانند M8 یا 1/2"
- نوع گام – ریز یا درشت
- تعداد راه‌ها – تک‌راه، دو راه و...
- جهت – راست‌گرد یا چپ‌گرد
- فرم – مثلثی، مربعی، ذوزنقه‌ای و غیره
- کاربری – اتصال، انتقال نیرو، مهر و موم و غیره